# Leucothoe crassimana
Leucothoe crassimana is een vlokreeftensoort uit de familie van de Leucothoidae. De wetenschappelijke naam van de soort is voor het eerst geldig gepubliceerd in 1880 door Kossmann.